# Ромашкінська сільська рада
Рома́шкінська сільська́ ра́да — адміністративно-територіальна одиниця та орган місцевого самоврядування в Сакському районі Автономної Республіки Крим. Адміністративний центр — село Ромашкине.

## Загальні відомості
- Населення ради: 2 398 осіб (станом на 2001 рік)

## Населені пункти
Сільській раді підпорядковані населені пункти:
- с. Ромашкине
- с. Колоски

## Склад ради
Рада складається з 18 депутатів та голови.
- Голова ради: Адамович Андрій Олександрович
- Секретар ради: Мємєтова Пакизе Наріманівна

### Керівний склад попередніх скликань
| Прізвище, ім'я, по батькові   | Основні відомості                                                         | Дата обрання | Дата звільнення |
| ----------------------------- | ------------------------------------------------------------------------- | ------------ | --------------- |
| Адамович Андрій Олександрович | Сільський голова, 1963 року народження, член Народної партії              | 26.03.2006   | 31.10.2010      |
| Адамович Андрій Олександрович | Сільський голова, 1963 року народження, освіта вища, член Партії регіонів | 31.10.2010   |                 |

Примітка: таблиця складена за даними сайту Верховної Ради України

### Депутати
За результатами місцевих виборів 2010 року депутатами ради стали:

#### За суб'єктами висування
| Суб'єкт висування                 | Кількість обраних депутатів | %    |
| --------------------------------- | --------------------------- | ---- |
| Партія регіонів                   | 9                           | 50   |
| Самовисування                     | 8                           | 44,4 |
| Політична партія «Руська Єдність» | 1                           | 5,6  |

#### За округами
| № округу                          | Прізвище, ім'я, по батькові     | Дата визнання обраним | Освіта             | Партійна приналежність                        | Відомості про обраного депутата                    |
| --------------------------------- | ------------------------------- | --------------------- | ------------------ | --------------------------------------------- | -------------------------------------------------- |
| Партія регіонів                   |                                 |                       |                    |                                               |                                                    |
| 7                                 | Білоус Любов Михайлівна         | 31.10.2010            | вища               | член Партії регіонів                          | сільський клуб с. Колоски, завідувачка             |
| 8                                 | Мак Інна Іванівна               | 31.10.2010            | вища               | член Партії регіонів                          | Ромашкинська загальноосвітня школа, вчитель        |
| 9                                 | Петровська Ганна Миколаївна     | 31.10.2010            | вища               | член Партії регіонів                          | приватний підприємець                              |
| 11                                | Демченко Світлана Володимирівна | 31.10.2010            | вища               | член Партії регіонів                          | пенсіонер                                          |
| 13                                | Янковська Ганна Сергіївна       | 31.10.2010            | середня            | член Партії регіонів                          | тимчасово не працює                                |
| 14                                | Коваленко Лідія Анатоліївна     | 31.10.2010            | середня спеціальна | член Партії регіонів                          | санаторій, медична сестра                          |
| 15                                | Лопотова Лариса Семенівна       | 31.10.2010            | середня спеціальна | член Партії регіонів                          | Ромашкинська загальноосвітня школа, медична сестра |
| 16                                | Брухаль Таміла Миколаївна       | 31.10.2010            | вища               | член Партії регіонів                          | пенсіонер                                          |
| 17                                | Єпіфанов Сергій Миколайович     | 31.10.2010            | вища               | член Партії регіонів                          | ТОВ «Кордилет-Крим», директор                      |
| Політична партія «Руська Єдність» |                                 |                       |                    |                                               |                                                    |
| 10                                | Олійник Світлана Валентинівна   | 31.10.2010            | вища               | член Політичної партії «Руська Єдність»       | ТОВ «Сакська водна компанія», касир                |
| Самовисування                     |                                 |                       |                    |                                               |                                                    |
| 1                                 | Меметова Пакізе Нариманівна     | 31.10.2010            | вища               | позапартійна                                  | Ромашкинська сільська рада, секретар               |
| 2                                 | Абдулкерімова Заміра Айдерівна  | 31.10.2010            | вища               | член Всеукраїнського об'єднання «Батьківщина» | приватне підприємство, продавець                   |
| 3                                 | Цицюрський Юрій Анатолійович    | 27.12.2010            | середня            | позапартійний                                 | тимчасово не працює                                |
| 4                                 | Пищулин Сергій Геннадійович     | 31.10.2010            | середня            | позапартійний                                 | тимчасово не працює                                |
| 5                                 | Калатур Віктор Петрович         | 31.10.2010            | середня            | позапартійний                                 | пенсіонер                                          |
| 6                                 | Данилян Майя Ашотівна           | 31.10.2010            | вища               | позапартійна                                  | ТНУ, студентка                                     |
| 12                                | Меметов Ремзій Саібович         | 31.10.2010            | середня            | позапартійний                                 | охоронне підприємство, охоронець                   |
| 18                                | Асанов Лутфі Абдураманович      | 31.10.2010            | середня            | позапартійний                                 | тимчасово не працює                                |